# Marie-Andrée Corneille
Marie-Andrée Corneille est une actrice québécoise. Généralement active dans le doublage, elle est, entre autres, la voix québécoise régulière de Meryl Streep, Julianne Moore, Jennifer Coolidge, Annette Bening et Julia Roberts.

## Filmographie
- 1994 : La Fête des rois de Marquise Lepage
- 1995 : Erreur sur la personne de Gilles Noël : Hélène
- 1995 : Un conte de Pâques : Narratrice
- 1995 : Sous un ciel variable (série télévisée) : Estelle Jalbert
- 1996 : Le Retour (série télévisée) : Carole Dionne
- 2000 : La Moitié gauche du frigo de Philippe Falardeau : Marie-Hélène, sœur de Christophe
- 2000-2005 : Watatatow (série télévisée) : Claire Chalifoux
- 2005 : Wallace et Gromit : Le Mystère du lapin-garou : madame Mulch

## Doublage

### Cinéma
| - Meryl Streep dans : (22 films) - Le Refuge (1996) : Lee Lacker - Les Violons de mon cœur (1999) : Roberta Guaspari Demetras - Adaptation (2002) : Susan Orlean - Les Heures (2002) : Clarissa Vaughan - Le Candidat mandchou (2004) : Eleanor Shaw - Entre elles et lui (2005) : Lisa Metzger - Le Diable s'habille en Prada (2006) : Miranda Priestly - Détention secrète (2007) : Corrine Witman - Crépuscule (2007) : Lola Wittenborn - Mamma Mia! Le film (2008) : Donna Sheridan - Doute (2008) : Sœur Aloysious Beauvier - Julie et Julia (2009) : Julia Child - Pas si simple (It's Complicated (2009) : Jane Adler - Fantastique Maître Renard (2009) : Madame Fox - L'espoir est à Hope Springs (2012) : Kay Soames - Le temps d'un été (2013) : Violet Weston - Le Passeur (2014) : le chef Elder - Les Suffragettes (2015) : Emmeline Pankhurst - Soyez prêts pour Ricki (2015) : Ricki Rendazzo - Le Post (2017) : Katharine Graham - Mary Poppins est de retour (2018) : Topsy Poppins - Les quatre filles du Docteur March (2019) : tante March - Julianne Moore dans : (21 films) - Moi, papa?! (1995) : Rebecca Taylor - Magnolia (1999) : Linda Patridge - Le globe-trotter (2001) : Dulcie - Loin du paradis (2002) : Cathy Withaker - Marie et Bruce : (2004) : Marie - La Force de l'attraction (2004) : Audrey Woods - Les Fils de l'homme (2006) : Julian Taylor - L'Aveuglement (2008) : la femme du docteur - Un homme au singulier (2009) : Charlotte - Tout va bien ! The Kids Are All Right (2010) : Jules - Un amour fou (2011) : Emily Weaver - Carrie (2013) : Margaret Brigham White - Don Jon (2013) : Esther - Sans arrêt (2014) : Jen Summers - Maps to the Stars (2014) : Havana Segrand - Hunger Games : La Révolte, partie 1 (2014) : Présidente Alma Coin - Le Septième Fils (2014) : Mère Malkin - Hunger Games : La Révolte, partie 2 (2015) : Présidente Alma Coin - Kingsman : Le Cercle d'or (2017) : Poppy Adams - Après la foudre (2017) : Lilian Mayhew - Bienvenue à Suburbicon (2017) : Rose / Margaret Lodge - Jennifer Coolidge dans : (13 films) - Folies de graduation (1999) : Jeanine Stifler - Le clou du spectacle (2000) : Sherri Ann Cabot - Les deux pieds sur terre (2001) : Mme Wellington - Folies de graduation 2 (2001) : Jeanine Stifler - Blonde et légale (2001) : Paulette Bonafonté - Les grandes retrouvailles (2003) : Amber Cole - Blonde et légale 2 : Rouge, blanc et blonde (2003) : Paulette Bonafonté - Une aventure de Cendrillon (2004) : Fiona Montgomery - Clic (2006) : Janine - Soul Men (2008) : Rosalee - Folies de Graduation : La Réunion (2012) : Jeanine Stifler - Alexandre et sa journée épouvantablement terrible et affreuse (2014) : Mme Suggs - La Guerre des Boss (2020) : Sydney | - Annette Bening dans : (10 films) - Bugsy, le gangster sans scrupule (1991) : Virginia Hill - Histoire d'amour (1994) : Terry McKay - Un président américain (1995) : Sydney Ellen Wade - Richard III (1995) : Reine Elizabeth - Le Siège (1998) : Agent Elise Kraft / Sharon Bridger - Open Range (2003) : Sue Barlow - Femmes (2008) : Sylvia Fowler - Destin de femmes (2009) : Karen - Danny Collins (2015) : Mary Sinclair - Seule la vie... (2018) : Dr Kate Morris - Julia Roberts dans : (8 films) - Mystic Pizza (1988) : Daisy Arujo - Confessions d'un homme dangereux (2002) : Patricia Watson - Des lucioles dans le jardin (2008) : Lisa - Duplicité (2009) : Claire Stenwick - La Saint-Valentin (2010) : Kate Hazeltine - Mange, prie, aime (2010) : Liz Gilbert - Miroir, miroir (2012) : La Méchante Reine Clementianna - Money Monster (2016) : Patty Fenn - Bonnie Hunt dans : (8 films) - Seulement toi (1994) : Kate Corvatch - La Ligne verte (1999) : Jan Edgecomb - Les Hasards du cœur (1999) : Wendy Judd - Moins cher la douzaine (2003) : Kate Baker - Moins cher la douzaine 2 (2005) : Kate Baker - Survivants de l'ouragan (2009) : Principal Durant - Histoire de jouets 3 (2010) : Dolly (voix) - Histoire de jouets 4 (2019) : Dolly (voix) - Barbara Hershey dans : (7 films) - L'Enragé (1993) : Elizabeth « Beth » Travino - Une femme dangereuse (1993) : Frances Beechum - Le Porteur de cercueil (1996) : : Ruth Abernathy - Lantana (2001) : Dr Valerie Somers - Le Cygne noir (2010) : Erica Sayers - Insidieux (2010) : Lorraine Lambert - Insidieux: Chapitre 2 (2013) : Lorraine Lambert - Bridget Fonda dans : (6 films) - Célibataires (1992) : Janet Livermore - Jeune femme cherche colocataire (1992) : Allison « Allie » Jones - Sans retour (1993) : Maggie Hayward - Complot dans la ville (1996) : Marybeth Cogan - Jackie Brown (1997) : Melanie Ralston - Lake Placid (1999) : Kelly Scott - Amanda Plummer dans : (5 films) - Freejack (1992) : La religieuse - Eh oui, j'ai épousé une meurtrière (1993) : Rose Michaels - L'inconnu de Castle Rock (1993) : Nettie Cobb - Fiction pulpeuse (1994) : Yolanda / "Honey Bunny" - 45 tours (2008) : Caralee Lucas |

### Télévision

#### Série de téléfilms
- Samantha Ferris dans :
  - 2015-2020 : Enquêtes gourmandes (The Gourmet Detective) : Capitaine Forsyth[1]
    - 2015 : Enquêtes gourmandes : Meurtre au menu (The Gourmet Detective) de Scott Smith
    - 2015 : Enquêtes gourmandes : Meurtre quatre étoiles (The Gourmet Detective: A Healthy Place to Die) de Scott Smith
    - 2016 : Enquêtes gourmandes : Meurtre al dente (The Gourmet Detective: Death Al Dente) de Terry Ingram
    - 2017 : Enquêtes gourmandes : Festin mortel (The Gourmet Detective: Eat, Drink & Be Buried) de Mark Jean
    - 2020 : Enquêtes gourmandes : Le secret du chef (The Gourmet Detective: Roux the Day) de Mark Jean

## Théâtre
- 1984 : Napoléon, spectacle musical de Serge Lama, Théâtre Marigny, tournée mondiale